# Steige (Behälter)

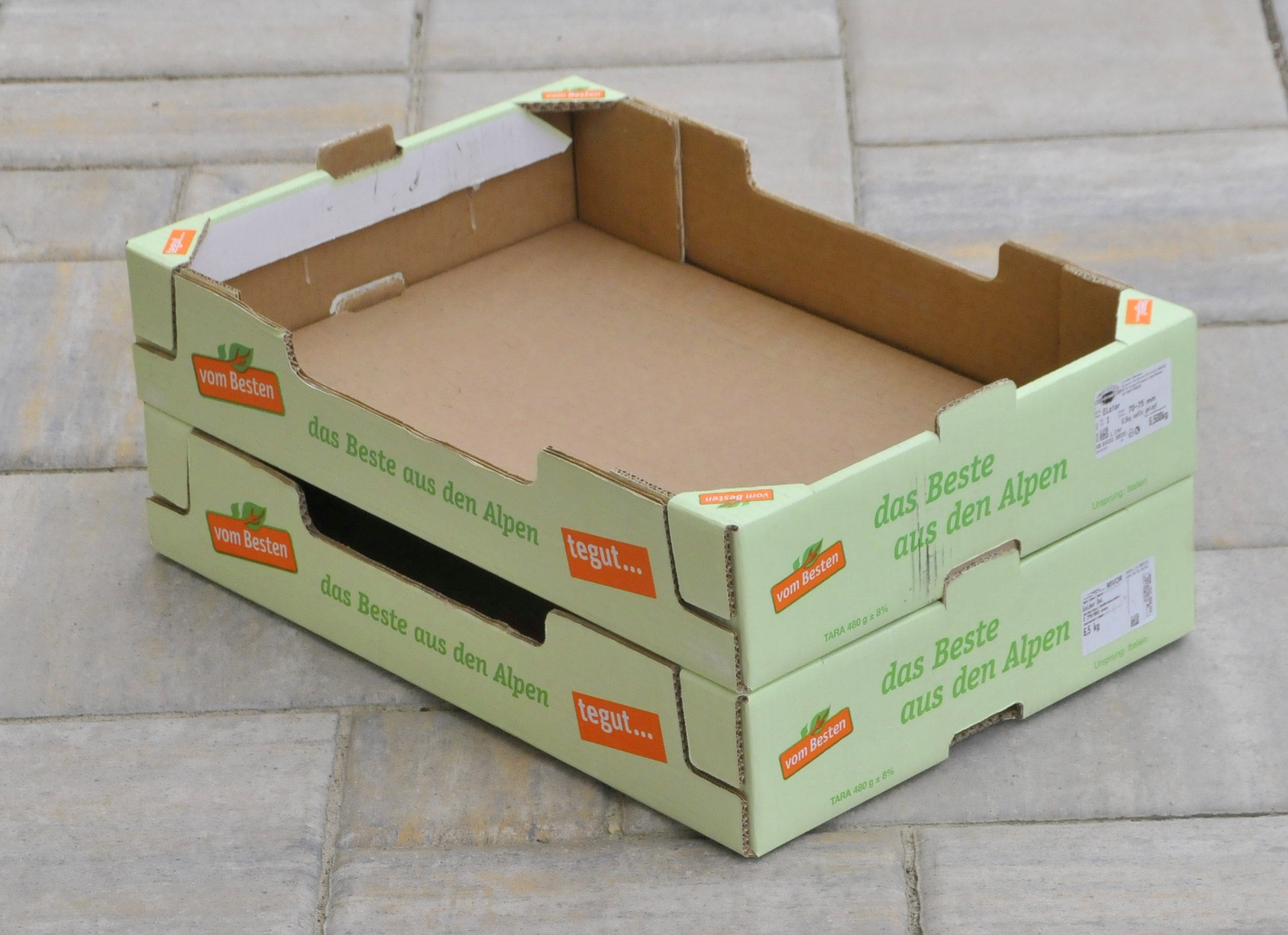
Zwei genormte und gestapelte Obststeigen aus Pappe

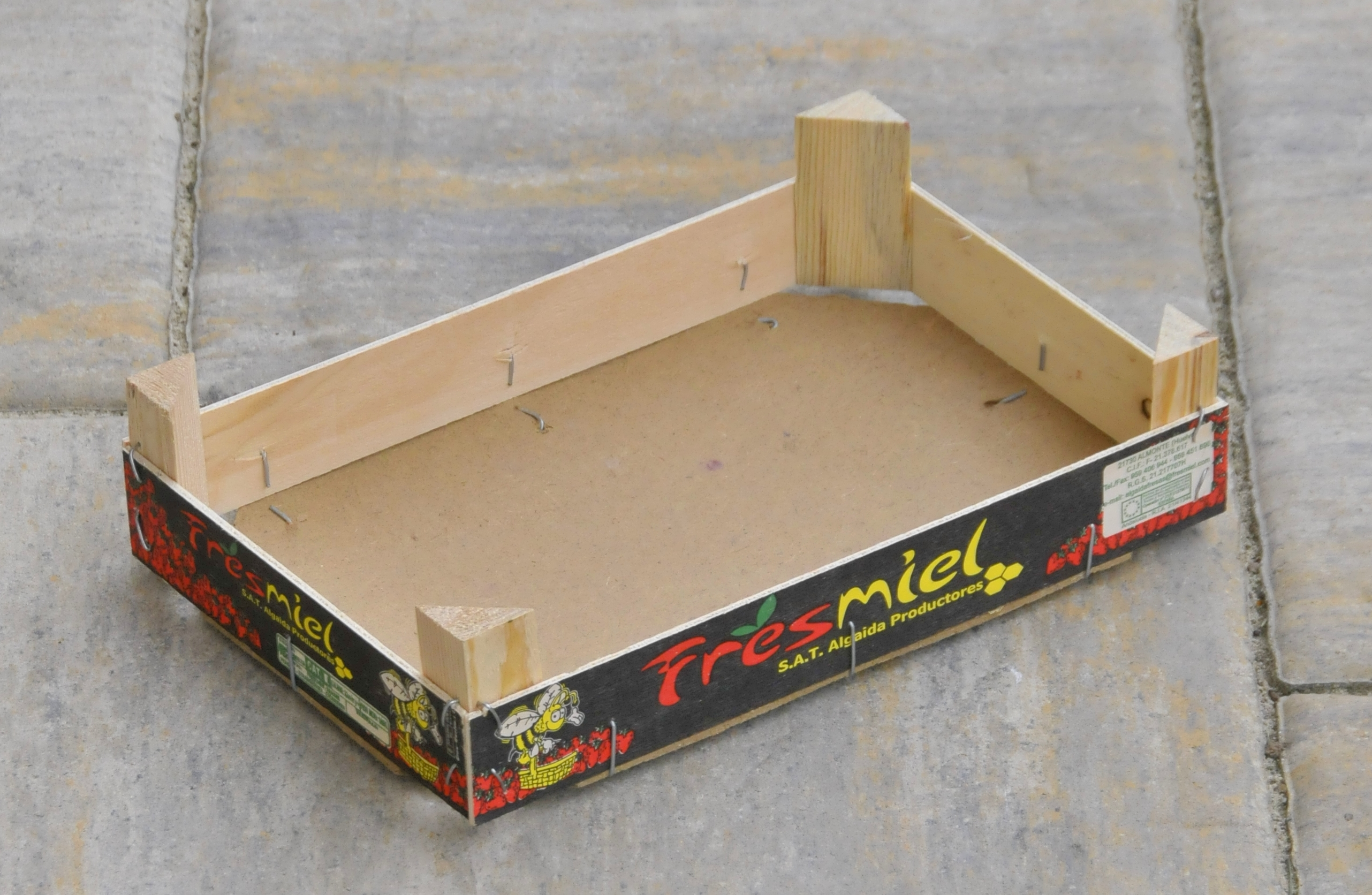
Eine kleine Obststeige aus Holz und Presspappe, in diesem Fall für Erdbeeren

Steige, je nach Gegend auch Stiege, bezeichnet ein das Packgut nicht vollständig umhüllendes, oben offenes Packmittel in Kastenform aus Holz, Kunststoff oder Pappe, das über Stapelhilfen verfügt. Vorwiegend werden Steigen zum Lagern und Transport von Obst, Gemüse oder Fisch genutzt.
Bei Steigen aus Holz bilden Dreikantleisten in den Ecken die tragenden Elemente für die Stapelung. Kunststoffausführungen sind auch mit beweglichen Verbindungen von Wandungen und Boden als Faltsteigen im Einsatz.
Eine besondere Ausführung ist die Legesteige.